# John Dallas
Pour les articles homonymes, voir Dallas (homonymie).
Pas d'image ? Cliquez ici

a Compétitions nationales et continentales officielles uniquement.

b Matchs officiels uniquement.
John Dallas, né le 11 juin 1878 à Édimbourg (Écosse) et mort le 31 juillet 1942 à Aberdeen (Écosse), est un joueur international écossais de rugby à XV, évoluant avec le Watsonians RFC au poste d'avant, il a également arbitré.

## Biographie
J.D. Dallas a disputé son premier et dernier test match avec l'équipe d'Écosse le 21 mars 1903 contre l'équipe d'Angleterre de rugby à XV un match remporté 10 points à 6. Il a évolué avec le club du Watsonians RFC.
Il a arbitré le match pays de Galles - Nouvelle-Zélande. Les Gallois sont la seule équipe à parvenir à battre les Originals à Cardiff, par 3 à 0. Cette victoire est contestée en Nouvelle-Zélande, un essai néo-zélandais qui a été refusé aurait conduit à un match nul 3 partout. 
| Cardiff, Arms Park, 16 décembre 1905 Nouvelle-Zélande - pays de Galles 0-3 Points marqués: - Nouvelle-Zélande : néant. - pays de Galles : 1 essai de Teddy Morgan. Nouvelle-Zélande: Gillett; Wallace, Deans, Hunter, McGregor; Mynott, Roberts; Gallaher (capitaine); Seeling, McDonald; Glasgow, Newton, O'Sullivan; Tyler, Casey. Entraîneur : Jimmy Duncan. Pays de Galles: Winfield; Llewellyn, Gabe, Nicholls (capitaine), Morgan; Bush, Owen; Harding, Charlie Pritchard, Joseph; Hodges, Williams; Cliff Pritchard, Travers, Jones. Arbitre : Écosse J. D. Dallas |

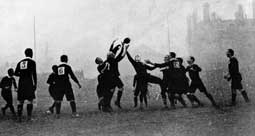
Le match Galles - Nouvelle-Zélande de 1905.

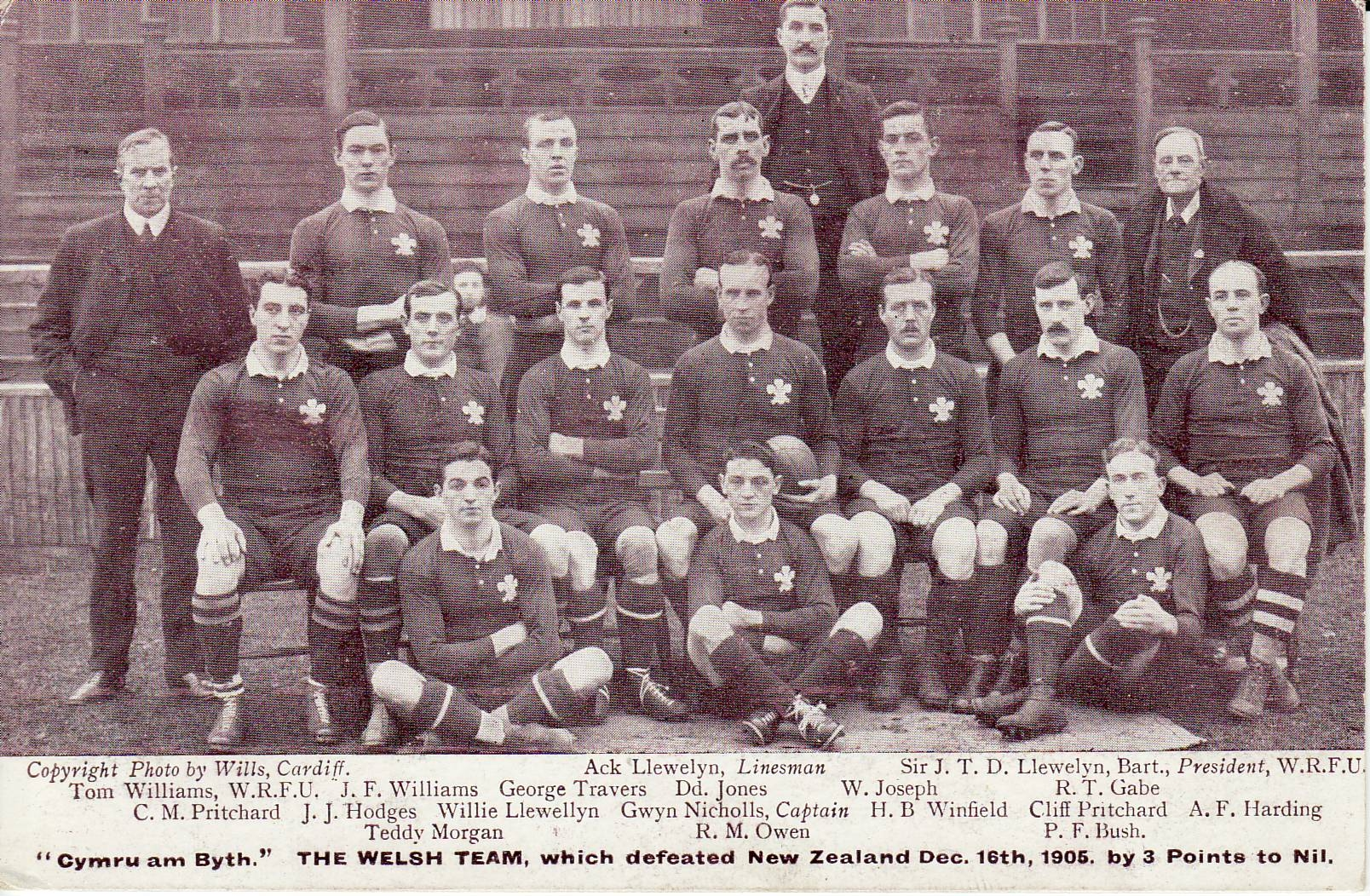
Les Gallois vainqueurs des Originals, les premiers All Blacks.

Les Gallois sont invaincus en 1905, ils ont enlevé la triple couronne dans le Tournoi britannique de rugby à XV 1905. Ils affrontent une autre équipe invincible, les All Blacks, qui lors des 27 matchs précédents, ont inscrit 801 points pour 32 points concédés. 
Cette rencontre est encore considérée comme un des grands moments du sport,.
Le test a lieu à l'Arms Park, le 16 décembre 1905 devant une foule de 47 000 spectateurs. Les All Blacks interprètent le haka devant une foule silencieuse, ils sont applaudis une fois qu'ils ont terminé. Après le haka, les supporters, encouragés par Teddy Morgan, interprètent l'hymne national gallois Hen Wlad Fy Nhadau (Vieux pays de mes ancêtres). L'hymne est chanté pour réduire l'avantage psychologique du haka. C'est le premier match où l'hymne national est interprété avant un événement sportif.
L'arbitrage du match est un sujet délicat et de discorde. Le manageur des All Blacks George Dixon et la fédération galloise, la Welsh Rugby Union (WRU), ne parviennent pas à un accord sur le choix de l'arbitre. Dixon repousse toutes les propositions de la fédération, et la WRU en fait de même pour les choix de Dixon. Les règles de l'époque veulent que dans ce cas la WRU s'adresse à une autre fédération pour désigner l'arbitre. La Scottish Rugby Union (SRU) est sollicitée et choisit John Dallas. Dallas est fortement contesté pendant la rencontre, il est habillé d'une tenue inadaptée à l'arbitrage cohérent d'une rencontre, étant ralenti et éloigné de l'action de jeu.
En 1912, il devient le 39e président de la Fédération écossaise de rugby à XV.

## Statistiques en équipe nationale
- 1 sélection avec l'Écosse.
- 1 essai, 3 points
- Sélections par année : 1 en 1903
- Participation au tournoi britannique en 1903